# Таматоа V
Таматоа V (23 сентября 1842 — 30 сентября 1881) — член королевской семьи Помаре, король Раиатеа и Тахаа (острова в составе островов Общества) начало правления — 19 августа 1857 года, отречение — 8 февраля 1871 года.

## Биография

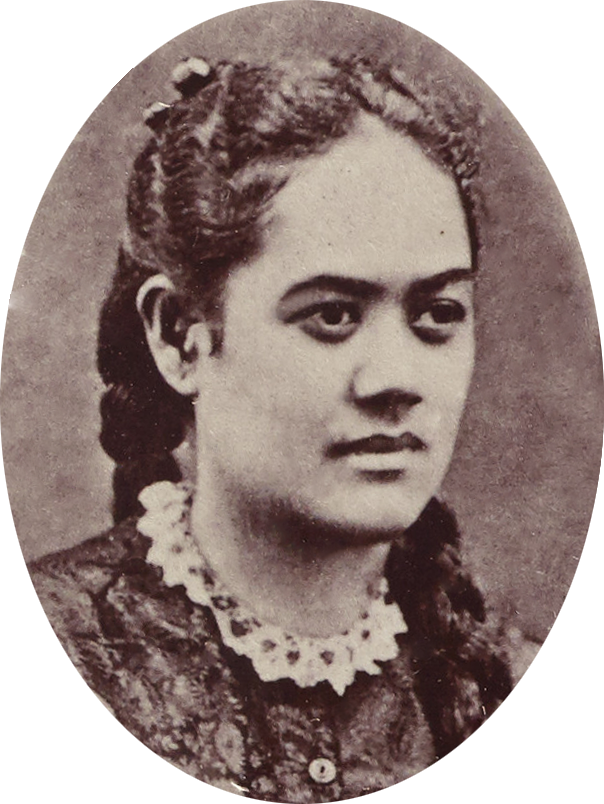
Супруга короля Таматоа V Мое и Маи

Родился 23 сентября 1842 года, сын Помаре IV королевы Таити (1827—1877) и её второго супруга Ариифааите а Хиро. После смерти своего приёмного отца Таматоа IV стал королём Раиатеа и Тахаа.
Женился в 1860-е годы на принцессе Мое и Маи, из княжеской семьи Маи из Бора-Бора. В браке родилось шестеро детей:
- Принцесса Терииоурумарона (1867—1872)
- Принцесса Терииваетуа (1869—1918)
- Принцесса, а после королева Бора-Бора Териимаеваруа III (1871—1932)
- Принц Таматоа-Тане (1872—1873)
- Принцесса Териинавахороа (1877—1918)
- Принцесса Аимата (1879—1894)

Таматоа V пользовался непопулярностью у своих подданных и отрёкся от престола 8 февраля 1871 года. Сослан с семьёй на Таити, где нашёл убежище у своей матери, а позже у короля Помаре V.

## Титулы
- Его Высочество наследный принц Раиатеа и Тахаа (1842—1857)
- Его Высочество король Раиатеа и Тахаа (1857—1871)